# Stanford Memorial Church

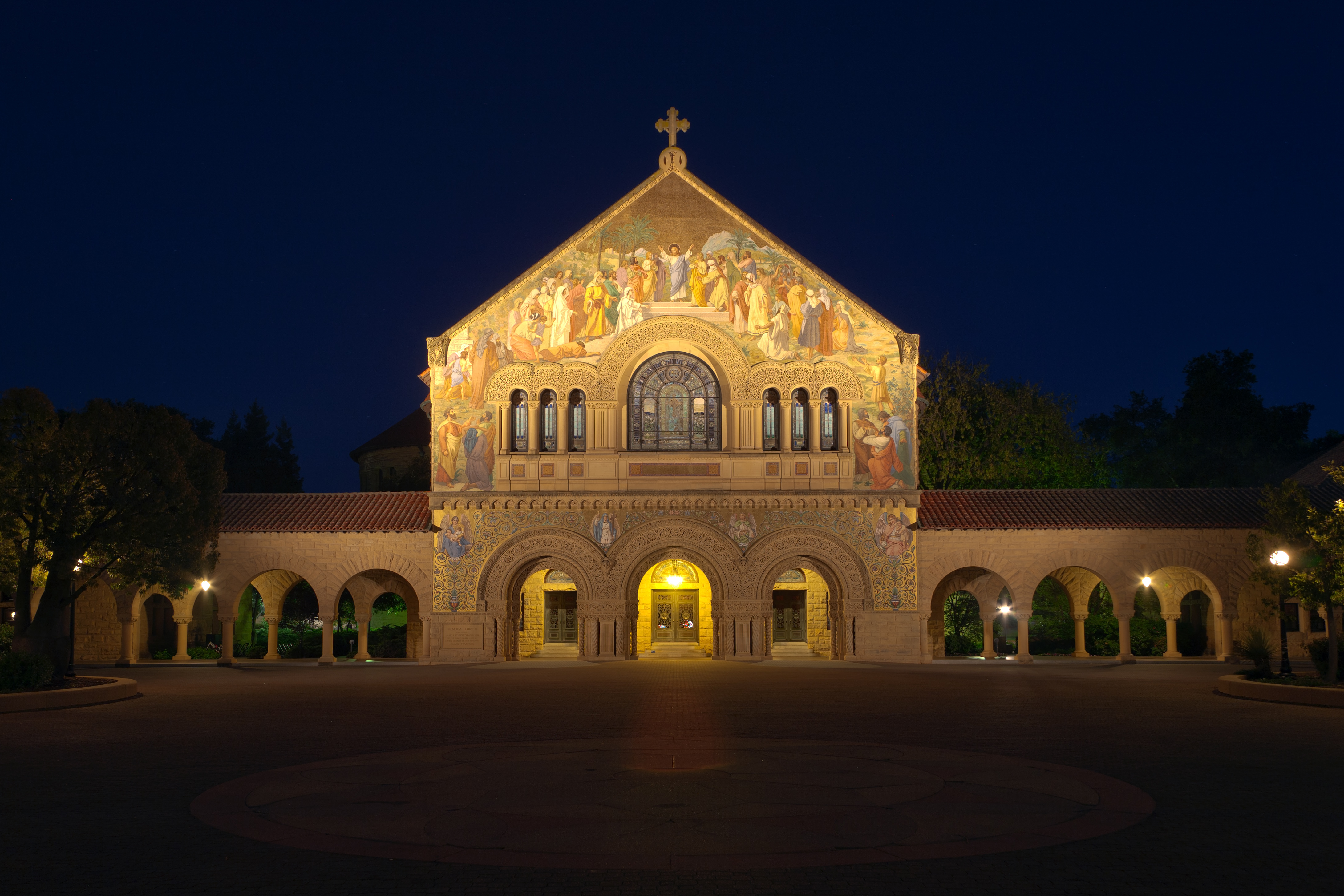
Ansicht der Westfassade, Nachtaufnahme

Die Stanford Memorial Church (Spitzname MemChu) liegt auf dem Campus der Stanford University in Kalifornien. Die im Stil der American Renaissance errichtete Kirche entstand im Auftrag von Jane Stanford als Gedenkstätte für ihren Ehemann Leland Stanford. Für die Gestaltung zeichnete der Architekt Charles A. Coolidge, ein Protegé von Henry Hobson Richardson, verantwortlich.

## Bauwerk

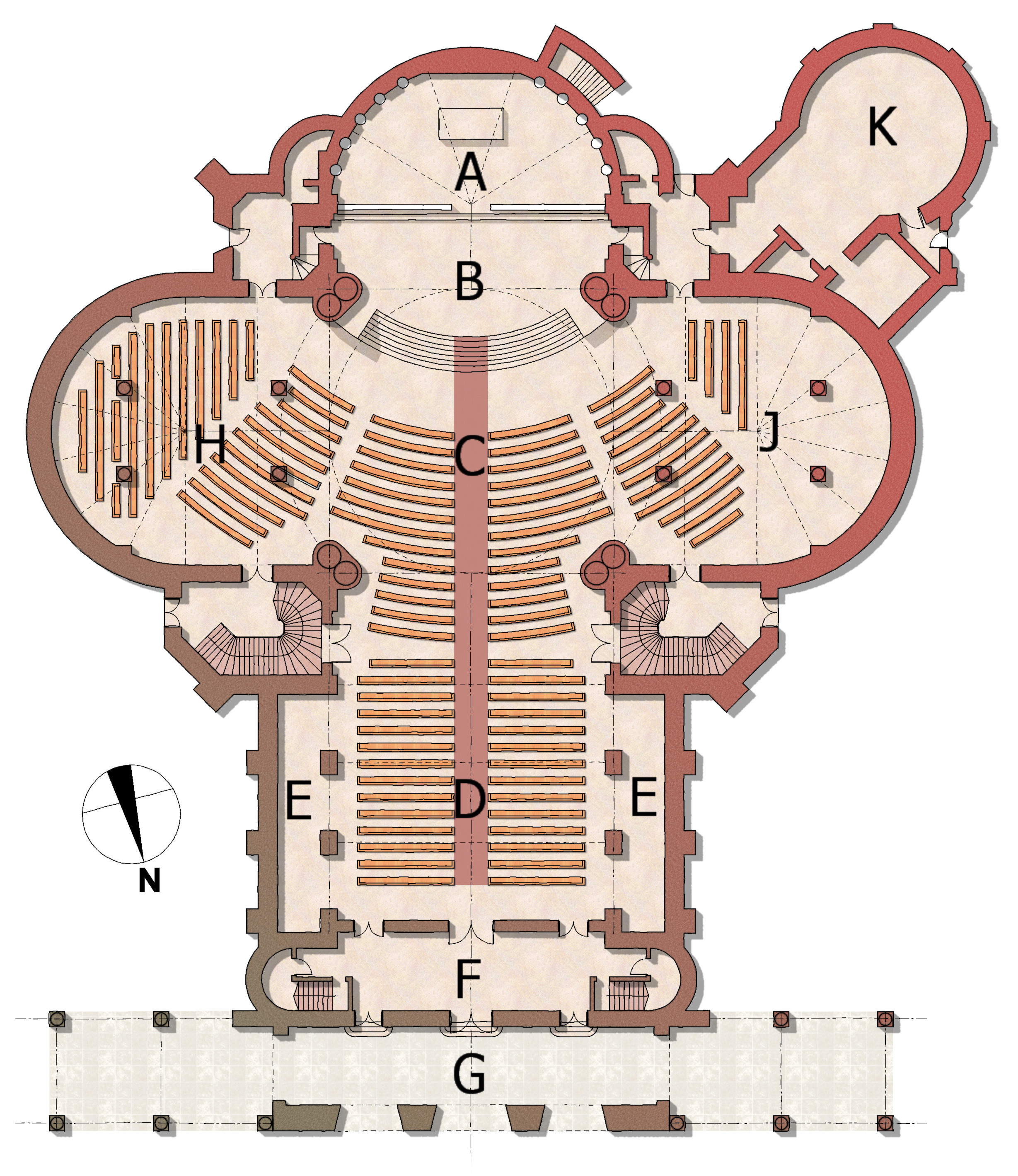
Grundriss

Die ersten Entwürfe wurden 1898 eingereicht, und im Jahr 1903 wurde die Kirche geweiht. Das Gebäude weist romanische und byzantinische Züge auf, inspiriert von Kirchen in der Region rund um Venedig, besonders in Ravenna. Die bemalten Glasfenster und Mosaike entstanden in Anlehnung an religiöse Gemälde, welche die Stanfords in Europa bewundert hatten. 
In der Kirche gibt es fünf Orgeln, was den Musikern vielfältige Möglichkeiten zur musikalischen Gestaltung eröffnet. Die Stanford Memorial Church überstand zwei große Erdbeben, 1906 und 1989, in deren Folge sie jeweils umfangreichen Renovierungsarbeiten unterzogen wurde.
Stanford Memorial Church war die erste Kirche an der amerikanischen Westküste, die nicht von einer bestimmten Glaubensgemeinschaft errichtet worden war. 

## Ausstattung

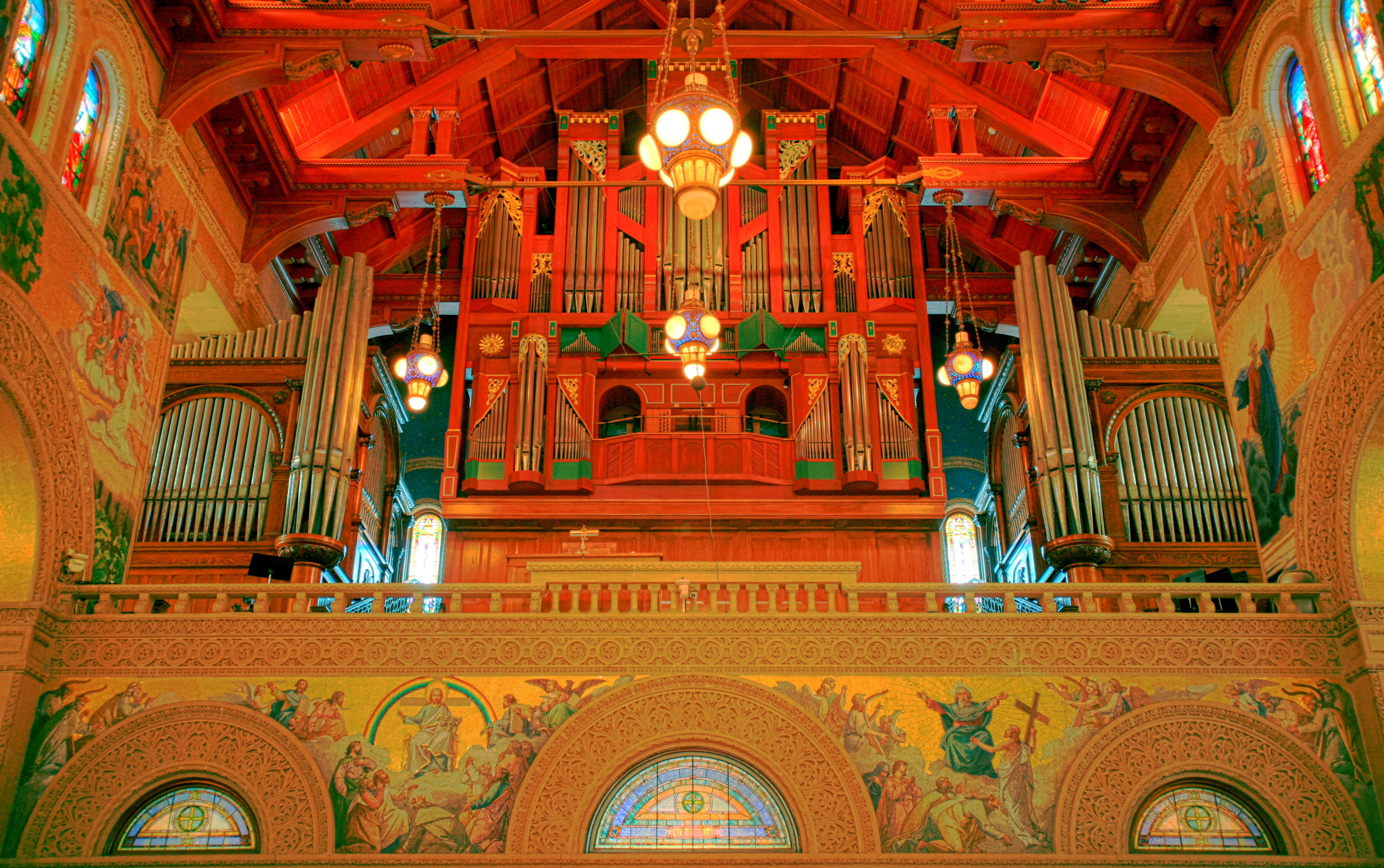
Blick auf die Orgel

Die Hauptorgel wurde von der Orgelbaufirma C. B. Fisk als Opus 85 errichtet. Das Orgelwerk ist im Stile von Instrumenten der Renaissance und des Barock disponiert. Das Gehäuse wurde aus Pappel errichtet. Eine Besonderheit der Orgel ist, dass diese wahlweise in  1⁄4 Komma mitteltöniger oder wohltemperierter Stimmung gespielt werden kann. Die sieben Töne der natürlichen Tonleiter sind in beiden Stimmungssystemen identisch. Sie werden um fünf Töne für die mitteltönig temperierten Obertasten und fünf Töne für wohltemperiert gestimmte Obertasten mit jeweils eigener Traktur ergänzt. Brustpositiv (4. Manual) und Brustpedal sind rein  1⁄4 Komma mitteltönig mit einer Kurzen Oktave (mit Fis/Gis), allerdings hat das 4. Manual (Brustpositiv) geteilte Obertasten für Dis/Es und Gis/As. Das Instrument hat 61 Register (einschließlich Transmissionen und Extensionen) auf vier Manualen und Pedal.
| I Rückpositiv C–f3 |       |
| Prestant           | 08′   |
| Gedackt            | 08′   |
| Quintadena         | 08′   |
| Octava             | 04′   |
| Rohrflöte          | 04′   |
| Quinta             | 2 ⁄3′ |
| Sesquialter II0    | 2 ⁄3′ |
| Superoctava        | 02′   |
| Mixture V–IX       |       |
| Dulcian            | 16′   |
| Cromorne           | 08′   |
| Trechterregal      | 08′   |

| II Hauptwerk C–f3 |        |
| Prestant          | 16′    |
| Quintadehn        | 16′    |
| Octava            | 08′    |
| Spillpfeife       | 08′    |
| Violon            | 08′    |
| Quinta            | 5 1⁄3′ |
| Octava            | 04′    |
| Superoctava       | 02′    |
| Quinta            | 2 ⁄3′  |
| Cornet III        |        |
| Mixture VIII–XIV0 |        |
| Trommeten         | 16′    |
| Trommeten         | 08′    |
| Trompette         | 08′    |
| Clairon II        | 04′    |

| III Seitenwerk C–f3 |    |
| Principal           | 8′ |
| Schwiegel           | 8′ |
| Rohrflote           | 8′ |
| Holzoctava          | 4′ |
| Doublette           | 2′ |
| Cornet III          |    |
| Sifflöte            | 1′ |
| Mixture IV          |    |
| Vox humana0         | 8′ |

| IV Brustpositiv CDEF–c3 |    |
| Gedackt                 | 8′ |
| Quintadehn              | 4′ |
| Waldflöte               | 2′ |
| Doppelt Cimbel II       |    |
| Regal                   | 8′ |
| Schalmey                | 4′ |

| Brustpedal C–f1  |    |
| Jungfrauenregal0 | 4′ |
| Cornett          | 2′ |
| Bauernflöte      | 1′ |

| Pedal C-f1          |        |
| Contra Bourdon      | 32′    |
| Subbass             | 16′    |
| *Prestant           | 16′    |
| *Quintadehn         | 16′    |
| *Octava             | 08′    |
| *Spillpfeife        | 08′    |
| *Violon             | 08′    |
| *Quinta             | 5 1⁄3′ |
| *Octava             | 04′    |
| *Superoctava        | 02′    |
| Contraposaune       | 32′    |
| Posaune (Ext.32′)   | 16′    |
| Trompete (Ext.32′)0 | 08′    |
| *Trommeten          | 08′    |
| *Trompette          | 08′    |
| *Clairon II         | 04′    |

Die mit * gekennzeichneten Register erklingen halb herausgezogen auf dem Werk (2. Manual) und ganz herausgezogen im Pedal.
- Koppeln: Rückpositive zum Werk, Seitenwerk zum Werk (als Schiebekoppel), Werk zum Pedal, Rückpositive to Pedal